# Василь Олексієнко
Василь Олексієнко (*д/н —†після 1682) — український військовий діяч, кошовий отаман Війська Запорозького Низового (1682).

## Життєпис
Про діяльність Олексієнка до обрання 1682 кошовим отаманом замало відомостей. У 1670 році був у складі запорізької делегації на чолі із полковником Семеном Богаченком, яка підтримала укладання Острозької угоди.
Після обрання у 1682 році кошовим дотримувався промосковської позиції. Налагодив співробітництво з Гетьманом Лівобережної України Іваном Самойловичем. Але оприлюднення Бахчисарайської угоди між Османською імперією та Московським царством, де обмежувалися права та інтереси Запорозької Січі, викликало обурення козаків. Вони позбавили Олексієнка влади. Новим отаманом було обрано Григорія Єремієва — з походження москаля.